# Frequenzverdopplung (Elektronik)
Frequenzverdopplung erreicht man in der Elektronik und Hochfrequenztechnik mithilfe von nichtlinearen Schaltungen, genannt Frequenzverdoppler, deren Ausgangssignal die doppelte Frequenz des Eingangssignals aufweist.

Betragsbildung (ganz unten) einer Sinusspannung

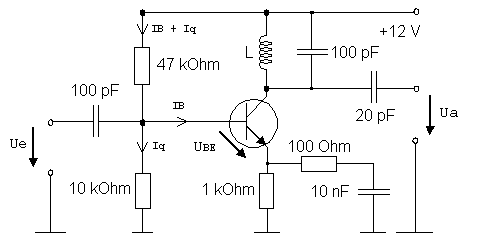
Verdoppler für etwa 10 MHz

## Niederfrequenztechnik
Eine Möglichkeit für Signale mit niedriger Frequenz bietet der Zweiweggleichrichter, wie im Bild gezeigt wird. Nach Betragsbildung einer Sinusspannung der Frequenz f (oben) mit einem Zweiweggleichrichter hat die pulsierende Gleichspannung (ganz unten) die doppelte Frequenz. Zusätzlich besitzt sie höhere Frequenzkomponenten 4f, 6f,...

## Digitaltechnik

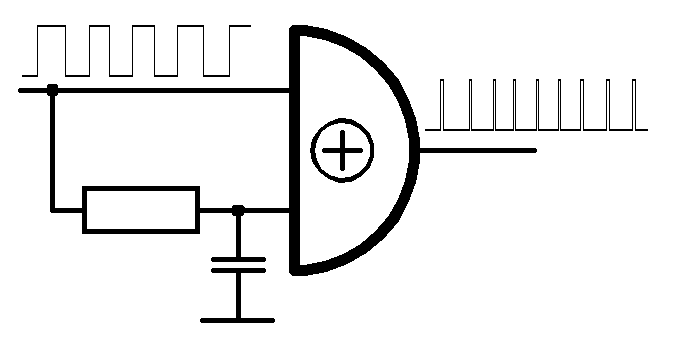
Frequenzverdopplung eines digitalen Signals

Eine einfache Frequenzverdopplung der in der Digitaltechnik als Takt üblichen Rechteckschwingung im Frequenzbereich bis zu einigen 100 MHz kann man mit einem Exklusiv-Oder-Gatter erzielen, wenn man einen Eingang unmittelbar und den anderen mit einem geringfügig verzögerten Signal (per RC-Glied) speist. Die entstehenden Nadelimpulse sind phasengebunden und etwa so kurz wie die Zeitkonstante des RC-Gliedes. Da dieses Verfahren keine Resonanzfilter verwendet, kann das Eingangssignal beliebige Tastverhältnisse besitzen bzw. stark frequenzmoduliert sein.

## Hochfrequenztechnik
In der Hochfrequenztechnik werden stabile Frequenzen mit Quarzoszillatoren erzeugt, die nur mit relativ tiefen Frequenzen hergestellt werden können. Um im wesentlich höheren UKW-Bereich senden und empfangen zu können, muss die erzeugte Frequenz vervielfacht werden. Dazu übersteuert man einen Verstärker, um ein verzerrtes Signal zu erhalten. Je mehr die resultierende Kurvenform von der Sinusform abweicht, desto stärker sind nach den Gesetzen der Fourieranalyse die Harmonischen. Am Ausgang des Verstärkers wird die gewünschte doppelte oder dreifache Frequenz durch Schwingkreise herausgefiltert.
In der Mikrowellentechnik benutzt man beispielsweise Dioden oder übersteuerte Transistoren, um an deren nichtlinearen Kennlinien Frequenzvervielfachung (auch -verdopplung) zu erzielen. Die gewünschte Harmonische muss anschließend durch Schwingkreise ausgefiltert werden.

## PLL-Regelung
Zu einer Phase-locked loop (PLL) gehört zwar ein eigener steuerbarer Oszillator, doch wird dieser mittels Regelstruktur bezogen auf einen Referenzoszillator eingestellt. Ein Frequenzteiler in der Rückkopplungsschleife ermöglicht eine Vervielfachung des Referenztaktes, so auch eine Frequenzverdoppelung.

## Mikrowellentechnik
Extrem hohe Frequenzen im GHz-Bereich kann man nicht mehr wie elektrische Ströme durch Drähte übertragen, sondern nur noch als elektromagnetische Wellen ähnlich wie Licht nur durch Hohlleiter. Zur Erzeugung von Oberwellen muss diese Welle verzerrt werden. Dazu muss man eine Diode nur quer in einen Hohlleiter einbauen und von außen mit einer geeigneten Vorspannung beschicken, um so den Arbeitspunkt auf der Kennlinie einzustellen. Es entsteht ein Gemisch von Grund- und Oberwellen, aus dem man die gewünschte Harmonische durch geeignet dimensionierte Hohlraumresonatoren aussieben kann.
Die in den Hohlleiter eingespeiste Welle muss mit ihrer elektrischen Komponente parallel zum verzerrenden Bauelement polarisiert sein, an dieser Stelle muss ein Maximum der elektrischen Feldkomponente vorliegen (Phasenanpassung).

## Analogon in der Optik
In der Optik wird eine Frequenzverdopplung nach dem gleichen Grundprinzip erreicht: Man schickt elektromagnetische Wellen durch ein nichtlineares Material, so dass hier wie in einer elektronischen Schaltung Harmonische entstehen. Anschließend wird die gewünschte Frequenzkomponente mit optischen Filtermethoden extrahiert und benutzt.